# Esclusivo 5
Esclusivo 5 è stato un programma televisivo andato in onda su Canale 5 il 16 novembre 1997 e il 13 gennaio 1998, presentato da Maurizio Costanzo ed Enrico Mentana.

## Storia
La trasmissione andava in onda in diretta dallo Studio 1 del Centro Palatino in Roma e fu la prima produzione in collaborazione tra la rete e il TG5.  Si trattava di un programma di attualità che non aveva cadenza regolare, ma veniva trasmesso quando Canale 5 otteneva l’esclusiva su importanti fatti di cronaca.
La prima puntata venne trasmessa domenica 16 novembre 1997 alle 20:40, ed aveva in scaletta le interviste a Silvia Melis e a Marion Bleriot, madre di Farouk Kassam. Inoltre all'interno della trasmissione, dalle 22:00, la redazione del TG5 insieme ai primi dati exit poll delle Amministrative 1997 ha proposto collegamenti con Roma, Napoli, Genova e Venezia, con i primi commenti a caldo. 
La seconda puntata venne trasmessa martedì 13 gennaio 1998 alle 21:00 e vide i conduttori moderare il dibattito tra il ministro Rosy Bindi e il professor Luigi di Bella. 
La prima puntata ebbe una durata di 130 minuti, mentre la seconda di 90 minuti.

## Riconoscimenti
Costanzo e Mentana proprio per la conduzione di questo programma hanno vinto uno dei premi del Telegatti 1998.